# Music Travel Love

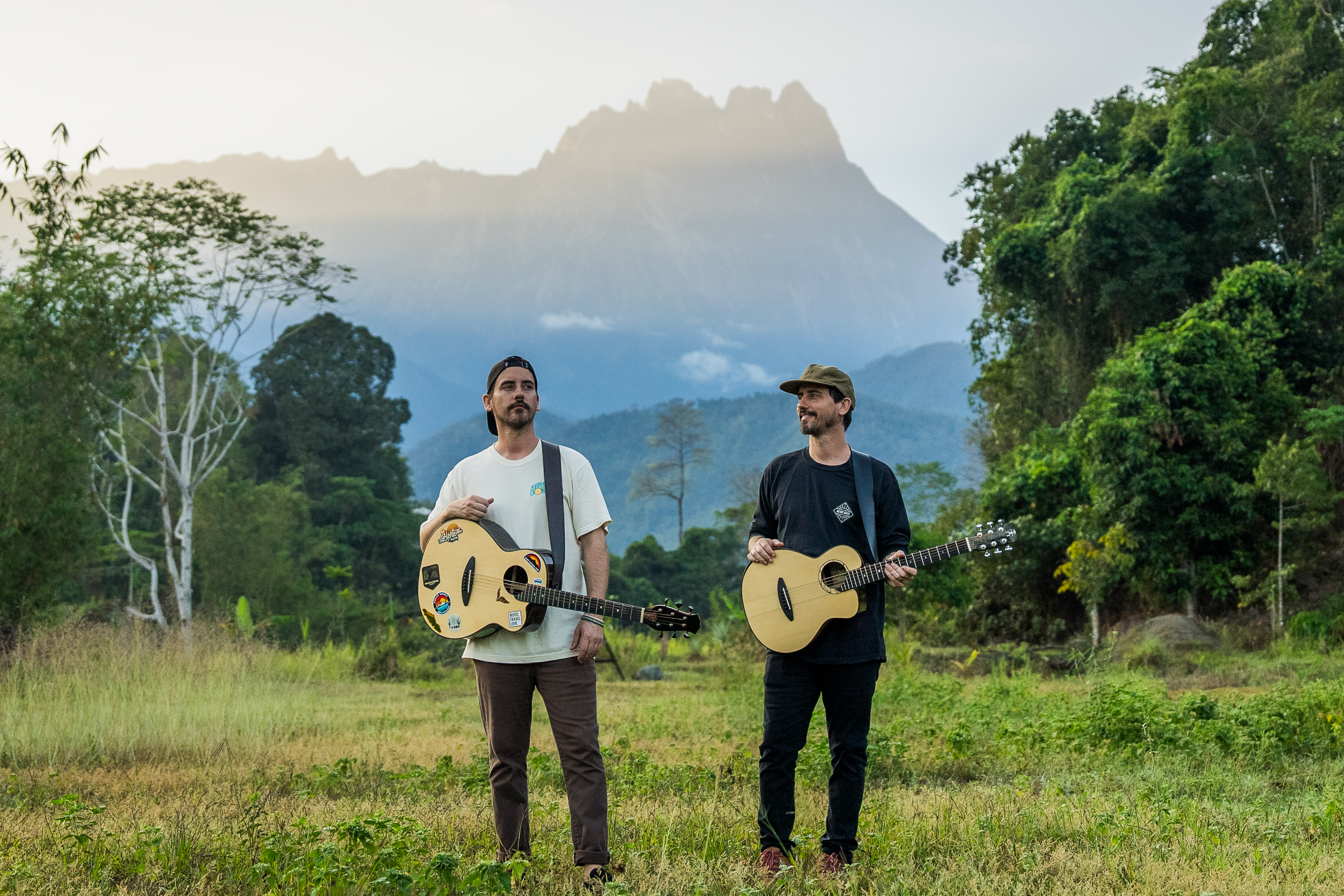
Music Travel Love

Music Travel Love ist ein kanadisches Musikduo, bestehend aus den Zwillingsbrüdern Bob und Clint Moffatt. Sie wurden in den 1990er Jahren als Mitglieder der Musikgruppe The Moffatts bekannt. Im Jahr 2016 gründeten die Brüder das Duo Endless Summer, um sich dann 2019 als Music Travel Love neu zu formieren.

## Frühes Leben
Bob und Clint, eineiige Zwillinge, wurden am 8. März 1984 in Vancouver, British Columbia, Kanada, geboren und lebten zunächst in Faro, Yukon. Kanada. Sie gehören zu einer Gruppe von Drillingen mit ihrem zweieiigen Bruder Dave.

## Karriere vor und mit Music Travel Love
Music Travel Love begannen im Alter von vier Jahren als Teil der Band The Moffatts aufzutreten, die sich im Jahr 2000 auflöste. Zusammen mit ihren Geschwistern wurden sie von Polydor Records unter Vertrag genommen, wo sie zwei Alben aufnahmen, und später, 1996, von EMI Electrola in Köln, Deutschland, wo sie über sechs Millionen Platten verkauften und Gold- und Platinplatten in 32 Ländern erhielten.
Im Jahr 2000 gründeten Clint und Bob die Band Hydell. Im Jahr 2005 gründeten sie das kurzlebige Duo Same Same, das bei Sony BMG unter Vertrag stand., kehrten dann später nach Nashville zurück, um sich auf das Songwriting zu konzentrieren, und unterzeichneten 2010 bei Wrensong/Reynsong. Sie gründeten die Band Endless Summer und veröffentlichten zwei EPs und 2016 ein Video. Ihre 2015er Single „Goodbye Baby“ schaffte es in die Top 20 des werbefreien Country-Raadiosenders The Highway auf Sirius XM. Kurz darauf veröffentlichten sie ihre letzte EP „Happy 'N High“. Später schrieben sie gemeinsam die Songs für Jimmy Rankins Juno-Album, „Cool Car“ von Jimmy Rankins Album Back Road Paradise und Done Runnin' von Chaley Rose.
Seit 2016 betreibt das Musikduo einen YouTube Kanal mit derzeit über 5 Mio. Abonnenten und über 2 Mrd. Aufrufen. Dort laden sie ihre Coverversionen und Eigenkompositionen hoch. 2017 begannen sie unter dem Namen Endless Summer, Musikvideos auf der ganzen Welt zu drehen. Sie sind dafür bekannt, dass sie an malerischen Orten auf der ganzen Welt akustische Coversongs aufführen und dabei Ziele wie südostasiatische Strände, nordamerikanische Berge und Wüsten im Nahen Osten in den Mittelpunkt stellen. Ihr älterer Bruder und Produzent, Scott Moffatt, wurde 2020 mit den Academy of Country Music Awards, den Canadian Country Music Association Awards und den Country Music Association Awards als Produzent des Jahres ausgezeichnet. Ihre Zusammenarbeit mit Marsha Milan bei „Islands in the Stream“ in Sabah, Malaysia, trug dazu bei, Sabah als Touristenziel zu fördern. Sie haben auch an Orten wie dem Vereinigten Königreich, Bali, Vietnam und Al Ain in den Vereinigten Arabischen Emiraten gedreht. Im Jahr 2024 begab sich das Duo auf eine ausverkaufte Südostasien-Tournee und trat in Städten wie Bangkok, Manila, Jakarta, Taiwan, Singapur und Kuala Lumpur auf. Auf ihrer Tournee arbeiteten sie mit lokalen Künstlern zusammen und vermischten so Kulturen und Musikstile.
Sie hatten 3 Radiosingles, darunter Amen For Women, und schrieben Songs für die Fernsehserie Nashville.
Sie haben unter anderem „How Deep Is Your Love“ mit Anthony Uy gecovert. Auch haben sie mit ihrem Drillingsbruder Dave Moffatt zusammengearbeitet. Im Jahr 2023 arbeiteten sie mit der 1980er Popgruppe Michael Learns to Rock zusammen. Neben ihren Musikprojekten haben die Brüder einen Kinderkanal mit dem Namen Music Travel Kids gegründet, betreiben das Bekleidungsunternehmen NOEX (No Expectations) und haben das Kaffeeunternehmen Music Java Love gegründet.

## Diskografie
MTL haben acht Alben veröffentlicht.

### Alben
- Covering the World Vol. 1 (2019)
- Covering the World Vol. 2 (2019)
- Covering the World Vol. 3 (2020)
- Originals (2020)
- Covering the World 2021 (2022)
- Covering the World Vol. 4 (2024)
- Covering the World Vol. 5 (2024)
- Covering the World Vol. 6 (2024)

### EP
- The EP (2016)